# Andrzej Dębski
Andrzej Michał Dębski (ur. 23 maja 1956 w Warszawie) – polski aktor. Ojciec Mateusza Dębskiego i Urszuli Dębskiej, która również występuje w serialach (aktorka niezawodowa).

## Życiorys
Zadebiutował w teatrze 13 grudnia 1979 w roli Dudy w „Najżałośniejszej komedii i najokrutniejszej śmierci Pyrama i Tyzbe” Williama Shakespeare’a w reżyserii Marka Grzesińskiego na scenie Teatru Muzycznego w Słupsku.
W 1987 w Warszawie zdał egzamin eksternistyczny dla aktorów dramatu.

## Filmografia
- 2013 – Prawo Agaty, odc. 48 jako adwokat
- 2007 – Ekipa, odc. 12 jako pracownik Działu Skarg i Listów Kancelarii Premiera
- 2007 – Daleko od noszy, odc. 138  Bakcyl hazardu
- 2007 – Barwy szczęścia, odc. 1 jako właściciel mieszkania
- 2006 – Plebania, odcinek specjalny jako Witek, syn Hanny
- 2006 – Plac zbawiciela jako członek zarządu wspólnoty mieszkaniowej
- 2006 – Pensjonat pod Różą, odc. 99 i 101 jako Grabowski, klient Jarka Brzozy
- 2006 – Na dobre i na złe, odc. 265 jako lekarz
- 2006 – Fałszerze – powrót Sfory, odc. 9 jako strażnik więzienny
- 2005 – Święta polskie. Przybyli ułani, jako lektor
- 2005 – Plebania, odc. 532 jako Witek, syn Hanny
- 2005 – Magda M., odc. 7 i 8 jako klient kancelarii Piotra
- 2005 – Chaos jako Ukrainiec
- 2004 – Mój Nikifor jako fotograf na wystawie Nikifora w „Zachęcie”
- 2004 – Kryminalni, odc. 10 jako biznesmen oszukany przez Pawełczyka
- 2003–2008 – Na Wspólnej jako nauczyciel
- 2003 – M jak miłość, odc. 170 jako ksiądz udzielający ślubu Marcie i Jackowi
- 2003 – Kasia i Tomek, odc. 26 jako taksówkarz (głos)
- 2003 – Glina, odc. 1 jako Karol, partner Krystyny Gajewskiej
- 2002–2008 – Samo życie jako lekarz kardiolog, współpracownik doktor Barbary Kornackiej
- 2002 – Chopin. Pragnienie miłości jako gość na koncercie Chopina
- 2000 – System jako lekarz
- 2000 – To my jako lekarz
- 2000 – Prymas. Trzy lata z tysiąca jako ksiądz Dębek w kurii krakowskiej
- 2000 – Avalon jako głos Cusinarta
- 1999 – 1, odc. 4 jako Andrzej
- 1997 – Spellbinder. Land of the dragon lord, odc. 12, 13, 14 jako Tad
- 1997 – Dom, odc 17 (serial tv)
- 1996 – Odwiedź mnie we śnie jako lekarz pogotowia
- 1996 – Ekstradycja 2, odc. 9 jako recepcjonista w hotelu „Lord B” (w czołówce nazwisko: Bębski)
- 1995 – Sukces..., odc. 5 jako lekarz pogotowia
- 1995 – Gracze jako asystent Potockiego
- 1989 – Gdańsk 39 jako bojówkarz SA niszczący sklep Mahlzera (nie występuje w czołówce)
- 1988 – Penelopy jako rzeźbiarz Waldek Tabutowicz, były narzeczony Beaty
- 1980 – Dom, odc. 1

Współpracował między innymi z Dariuszem Biskupskim, Moniką Pikułą i Pawłem Nowiszem.